# Italia Libera Roma
Italia Libera Roma – włoski klub piłkarski, mający swoją siedzibę w stolicy kraju - Rzymie.

## Historia
Chronologia nazw:
- 1942: Italia Libera Roma
- 1946: klub rozwiązano - po fuzji z Albala i Trastevere

Piłkarski klub Italia Libera Roma został założony w Rzymie w 1942 roku. Najpierw występował w rozgrywkach amatorskich. W sezonie 1944/45 zajął trzecie miejsce w Campionato romano di guerra, po Romie i S.S. Lazio. W sezonie 1945/46 startował w Lega Nazionale Centro-Sud Serie C, zajmując 2.miejsce w grupie C. Następnie połączył się z Italia Libera i Trastevere, w wyniku czego powstał klub US Albalatrastevere. Po fuzji klub został rozwiązany.

## Sukcesy

### Trofea międzynarodowe
Nie uczestniczył w rozgrywkach europejskich (stan na 31-12-2016).

### Trofea krajowe
| \| \| Zdobyte trofea w rozgrywkach Włoch (stan na: 31-05-2017) \| |                                                          |      |          |
| Rozgrywki                                                         | Osiągnięcie                                              | Razy | Sezon(y) |
| · Mistrzostwo                                                     | I miejsce                                                | 0    |          |
| · Mistrzostwo                                                     | II miejsce                                               | 0    |          |
| · Mistrzostwo                                                     | III miejsce                                              | 0    |          |
| · Puchar                                                          | zdobywca                                                 | 0    |          |
| · Puchar                                                          | finalista                                                | 0    |          |
| II liga                                                           | I miejsce                                                | 0    |          |
| II liga                                                           | II miejsce                                               | 0    |          |
| II liga                                                           | III miejsce                                              | 0    |          |
| Włochy                                                            | Zdobyte trofea w rozgrywkach Włoch (stan na: 31-05-2017) |      |          |

- Serie C:
  - 2.miejsce: 1945/46 (grupa C)

## Stadion
Klub rozgrywał swoje mecze domowe na stadionie Komunalnym w Rzymie, który może pomieścić 250 widzów.